# トート音楽院
トート音楽院（トートおんがくいん）はローランドの運営するローランド・ミュージック・スクールの渋谷センターと梅田センターを継承されて2011年1月に設立された音楽教室である。ローランド株式会社と株式会社プリマ楽器が共同出資するトート株式会社が運営する。学院長には元NHK交響楽団の首席クラリネット奏者であり、現在は国立音楽大学客員教授や軽井沢国際音楽祭の音楽監督である横川晴児が就任。